# محطة بوسطن الجنوبية
محطة بوسطن الجنوبية أو المحطة الجنوبية وتعرف رسميا بـ مركز حاكم مايكل س. دوكاكيس للنقل بالمحطة الجنوبية هي أكبر محطة السكك الحديدية ومحطة حوافل ما بين المدن في مدينة بوسطن وضواحيها في ولاية ماساتشوستس وثاني أكبر مركز النقل بعد مطار لوگان الدولية. الواقعة في ميدان ديوي عند تقاطع أتلانتك أڤانو مع شارع سامر، هذه المحطة التاريخية تم بناءها في 1899 لتحل محل المحطات الطرفية لعدد من السكك في وسط المدينة.
اليوم، تعد المحطة محورا للنقل متعدد الوسائل تخدم منطقة بوسطن العظمى ومنطقتي وسط غبر وشمال شرق الولايات المتحدة. يمر بها آلاف الركاب يوميا، ويتم المواصلة إلى خطي نظام النقل السريع الأحمر والفضي من خلال محطة السابواي المجاور.

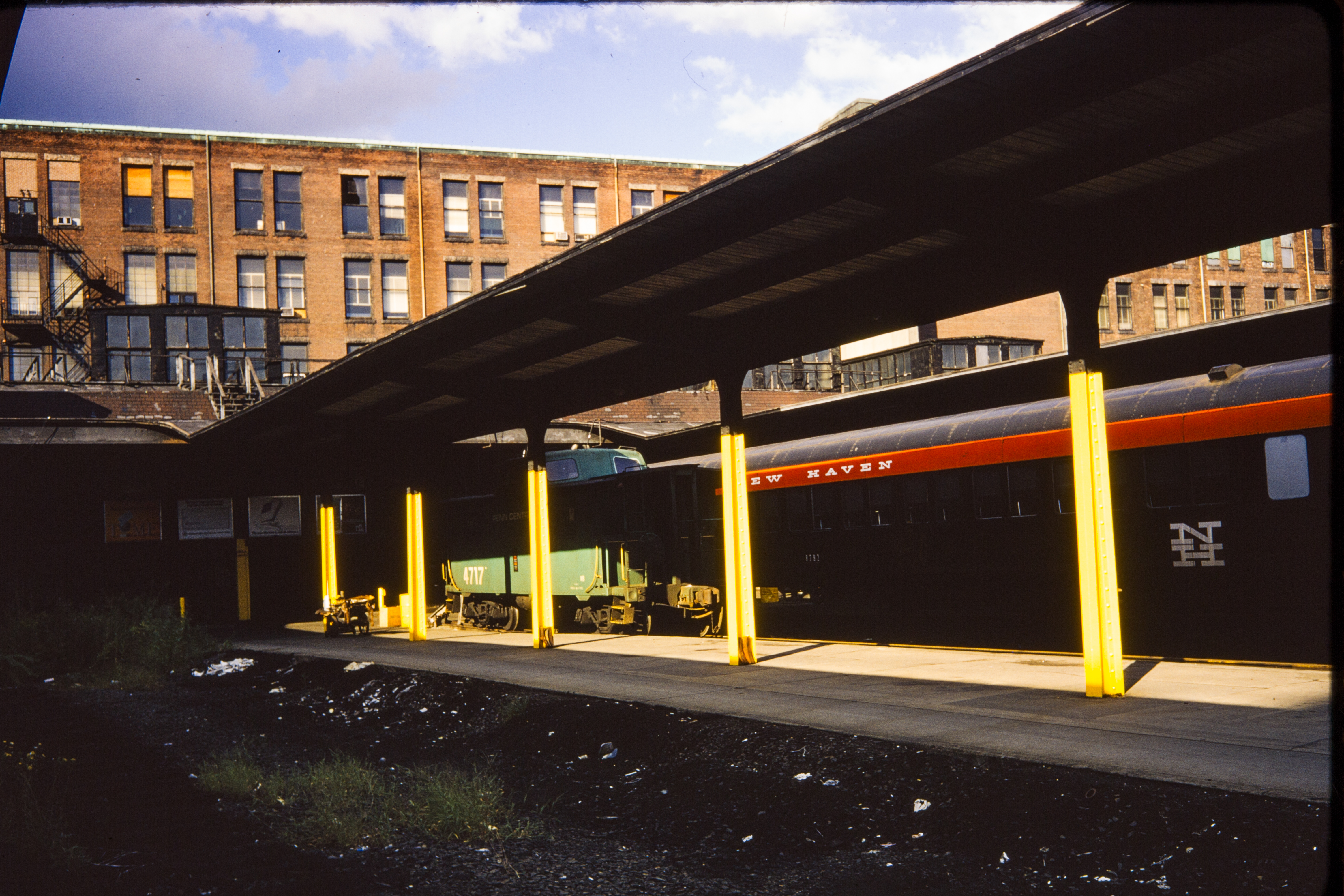
سكك لم تستعمل، في سنة 1970 قبل عملية الترميم

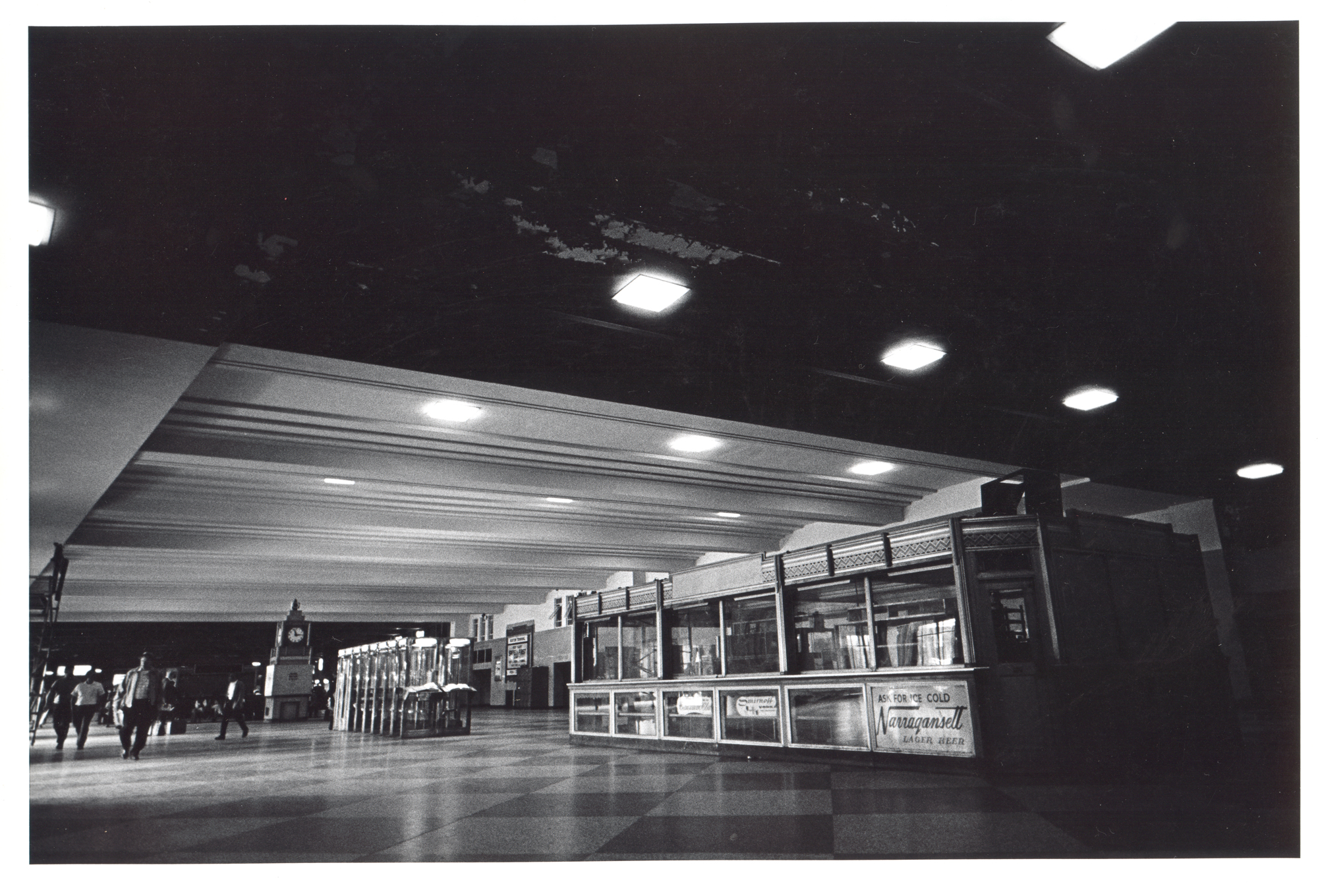
ردهة الركاب الرئيسية في 1970

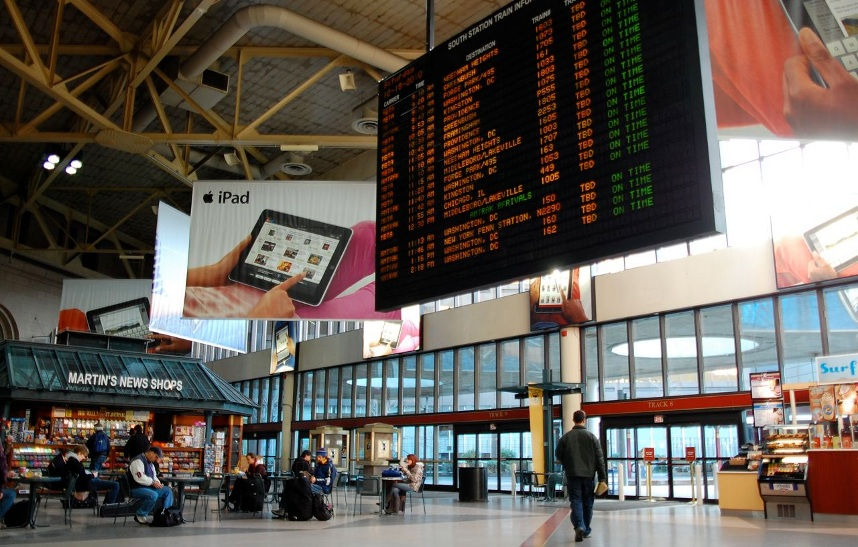
داخلية المحطة في 2010 بعد عملية الترميم، ويمكن ولوج السكك من خلال الأبواب الزجاجية

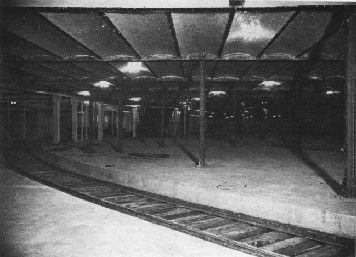
الحلقة السفلى التي لم تستعمل

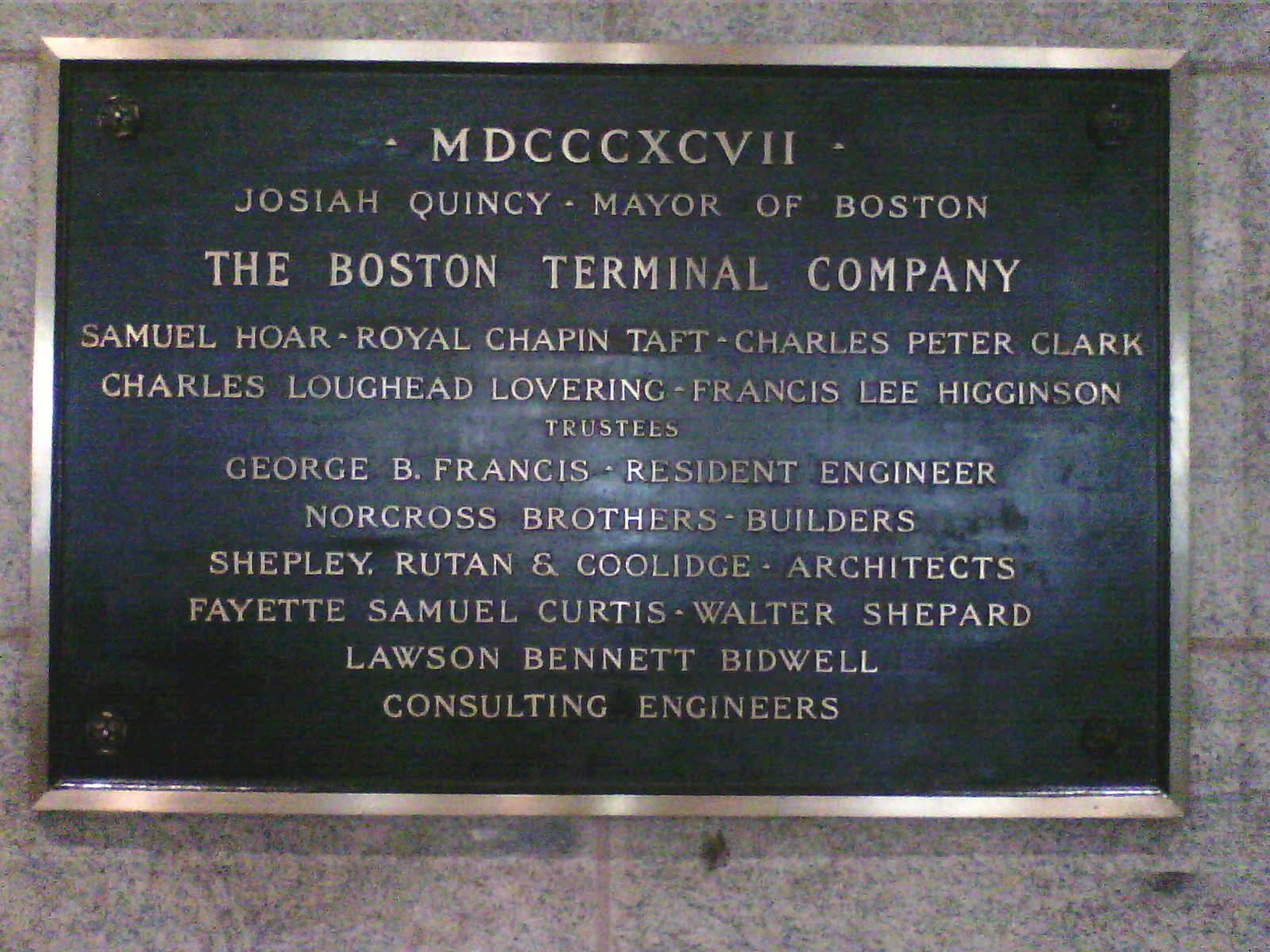
لوحة وضعت سنة 1897 احتفالا بشركة بوسطن للمحطات

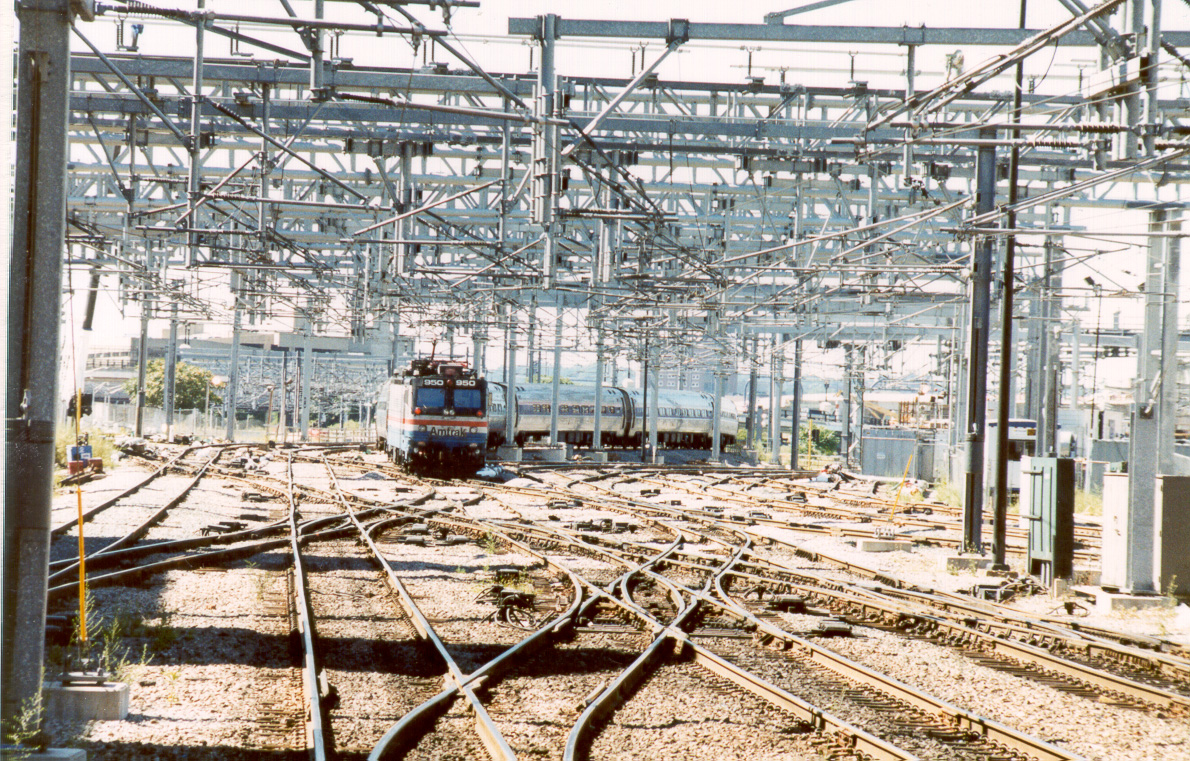
قطار أمتراك AEM-7 #950 في مدخل محطة بوسطن الجنوبية سبتمبر 2001

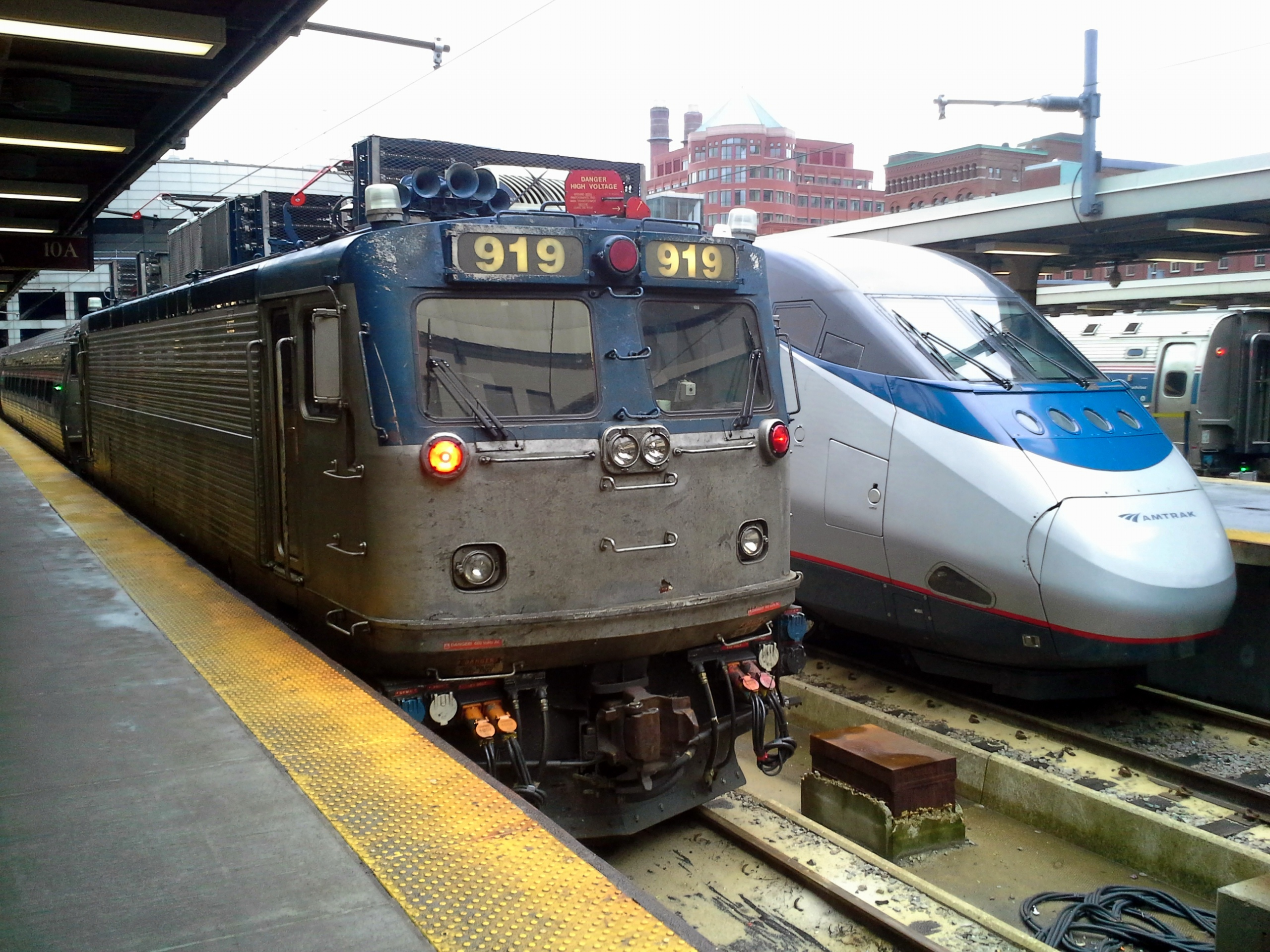
قاطرة أمتراك من طراز 919 EMD AEM-7 في الأمام، وقطار أسالا السريع على الخط الجانب، مارس 2014

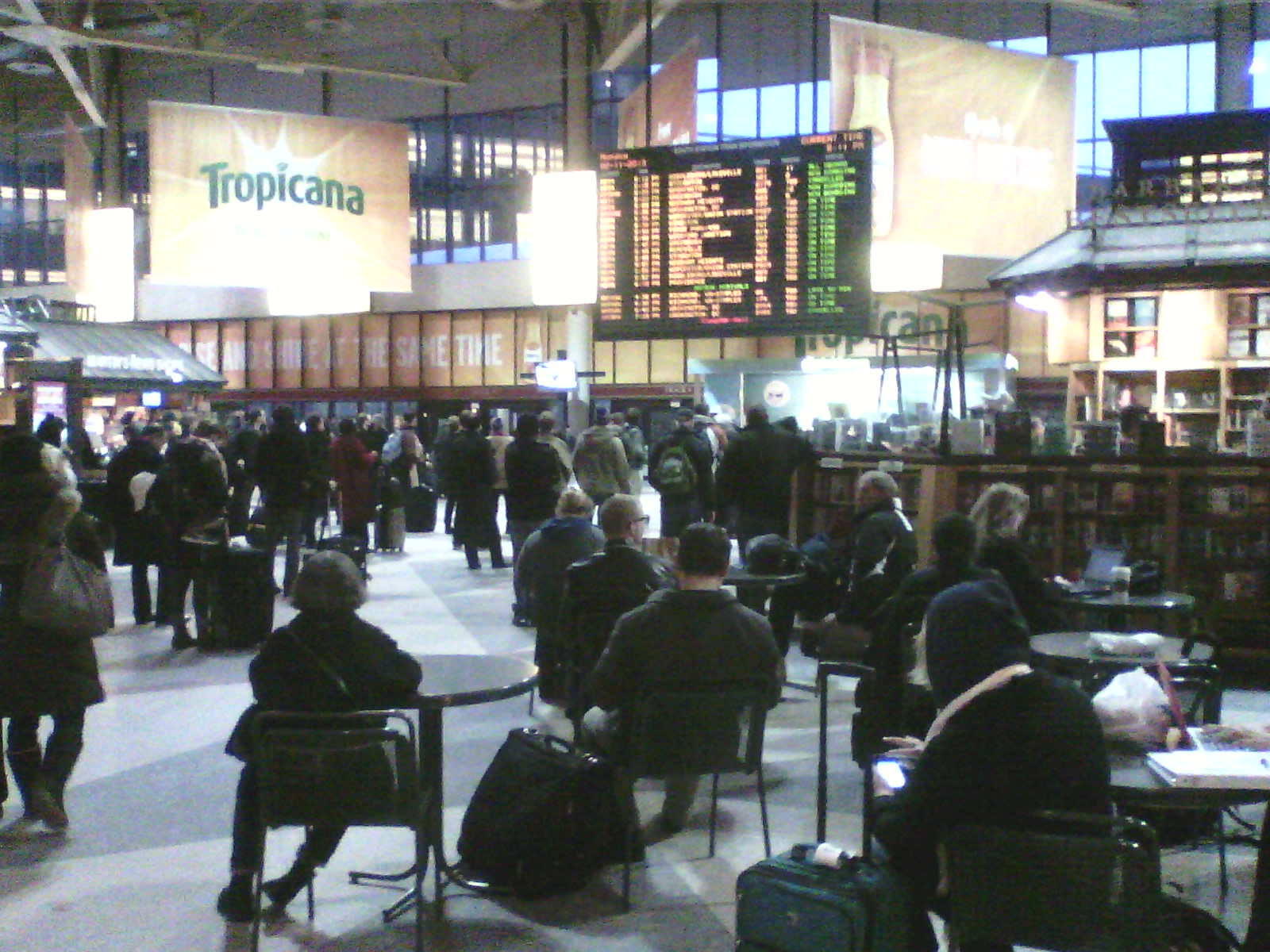
المحطة الجنوبية في ساعة الذروة يوم الاثنين 11 فبراير 2013 بعد عاصفة فبراير 2013